# Sebastian Rode
Sebastian Rode (* 11. října 1990 Seeheim-Jugenheim) je německý profesionální fotbalista, který hraje na pozici středního záložníka za německý klub Eintracht Frankfurt, jehož je kapitánem. Je také bývalým německým mládežnickým reprezentantem.

## Klubová kariéra
Sebastian Rode nastupoval v profesionálním fotbale za kluby Kickers Offenbach (2008–2010), Eintracht Frankfurt (2010–2014) a FC Bayern Mnichov (2014–2016).

6. června 2016 přestoupil do konkurenční Borussie Dortmund, kde podepsal smlouvu na 4 roky.

## Reprezentační kariéra
Rode reprezentoval Německo v mládežnických kategoriích U18, U19, U20 a U21.